# Muregina
Muregina là một chi ốc biển, là động vật thân mềm chân bụng sống ở biển thuộc họ Muricidae, họ ốc gai.

## Các loài
Các loài thuộc chi Muregina bao gồm:
- Muregina lugubris (Broderip, 1833)[2]